# Нурымбет, Абинур Маратулы
Абинур Маратулы Нурымбет (каз. Әбинұр Маратұлы Нұрымбет; род. 26 апреля 2005, Тараз) — казахстанский футболист, полузащитник павлодарского «Иртыша» и сборной Казахстана до 21 года.

## Карьера

### «Энергетик-БГУ»
Воспитанник футбольной академии казахстанского клуба «Тараз». В 2021 году начал выступать за молодёжную команду клуба «Тараз М» во Второй лиге. В феврале 2023 года футболист присоединился к клубу «Улытау», вместе с которым продолжил выступать в третьем дивизионе. В августе 2023 года футболист на правах свободного агента присоединился к белорусскому клубу «Энергетик-БГУ». Дебютировал за клуб 18 августа 2023 года в матче против новополоцкого «Нафтана», выйдя на поле в стартовом составе. Дебютный гол за клуб забил 3 сентября 2023 года в матче против солигорского «Шахтёра». Футболист быстро смог закрепиться в основной команде клуба, отличившись 2 забитыми голами и 6 результативными передачами. Завершил сезон футболист на итоговом предпоследнем месте в чемпионате, отправившись в стыковые матчи за сохранение прописки. По итогу стыковых матчей футболист вместе с клубом уступил «Витебску» и вылетел в Первую лигу. В январе 2024 года футболист покинул белорусский клуб.

### «Гомель»
В феврале 2024 года сообщалось, что футболист может стать игроком загребской «Локомотивы» из хорватского чемпионата. Однако по информации источников футболист не смог пройти просмотр в хорватском клубе и близок к переходу в солигорский «Шахтёр». Однако из-за трансферного бана солигорского клуба, футболист в конце марта 2024 года перешёл в «Гомель», подписав контракт до конца сезона. Дебютировал за клуб футболист 31 марта 2024 года в матче против гродненского «Немана», выйдя на поле в стартовом составе. Дебютным забитым голом за клуб футболист отличился 6 апреля 2024 года в матче против борисовского БАТЭ. На протяжении первой половины сезона футболист выступал за гомельский клуб в роли одного из основных игроков, отличившись своим единственным забитым голом. В июле 2024 года футболист покинул клуб, расторгнув контракт по соглашению сторон.

### «Андижан»
В июле 2024 года футболист на правах свободного агента футболист присоединился к узбекскому клубу «Андижан», подписав контракт до конца сезона. Дебютировал за клуб футболист 3 августа 2024 года в матче против клуба АГМК, выйдя на замену на 88 минуте. Вместе с клубом футболист стал обладателем Кубка Узбекистана, где в финале 5 октября 2024 года победили «Навбахор», однако сам футболист остался на скамейке запасных. По итогу сезона футболист вместе с клубом завершил чемпионат на итоговом девятом месте в турнирной таблице. На протяжении сезона футболист выступал за клуб в роли игрока замены, так и не закрепившись в основной команде, результативными действиями не отличившись. В начале января 2025 года футболист покинул узбекский клуб по окончании срока действия контракта.

### «Туран»
В феврале 2025 года футболист на правах свободного агента присоединился к казахстанскому клубу «Туран», с которым подписал соглашение до конца сезона. Дебютировал за клуб футболист 2 марта 2025 года в матче против клуба «Окжетпес», выйдя на поле в стартовом составе. Вместе с клубом футболист дошёл в четвертьфинала Кубка Казахстана, где 14 мая 20205 года уступили костанайскому «Тоболу». Первым результативным действием за клуб футболист отличился 31 мая 2025 года в матче против клуба «Улытау», отдав голевую передачу. На протяжении первой половины сезона футболист выступал за клуб в роли одного из ключевых игроков, отличившись своей единственной голевой передачей. В июле 2025 года футболист покинул клуб, расторгнув контракт по соглашению сторон.

### «Иртыш» Павлодар
В июле 2025 года футболист на правах свободного агента присоединился к павлодарскому клубу «Иртыш». Дебютировал за клуб футболист 27 июня 2025 года в матче против клуба «SD Family», выйдя на поле в стартовом составе. Своим дебютным забитым голом за клуб футболист отличился 4 июля 2025 года в матче против алматинского клуба «Хан-Тенгри».

## Международная карьера
В ноябре 2021 года футболист вместе с юношеской сборной Казахстана до 17 лет отправился на квалификационные матчи юношеского чемпионата Европы. Дебютировал за сборную 10 ноября 2021 года в матче против сборной Португалии. Дебютный гол за сборную забил 16 ноября 2021 года в матче против сборной Уэльса.
В июне 2023 года футболист дебютировал за юношескую сборную Казахстана до 19 лет в товарищеских матчах против сборной Молдовы. В октябре 2023 года футболист получил вызов в сборную для участия в квалификационных матчах юношеского чемпионата Европы.

## Клубная статистика
| Клуб             | Сезон            | Лига | Лига | Кубки | Кубки | Еврокубки | Еврокубки | Прочие | Прочие | Итого | Итого |
| Клуб             | Сезон            | Игры | Голы | Игры  | Голы  | Игры      | Голы      | Игры   | Голы   | Игры  | Голы  |
| ---------------- | ---------------- | ---- | ---- | ----- | ----- | --------- | --------- | ------ | ------ | ----- | ----- |
| → Тараз М        | 2021             | 1    | 0    | —     | —     | —         | —         | —      | —      | 1     | 0     |
| → Тараз М        | 2022             | 20   | 3    | —     | —     | —         | —         | —      | —      | 20    | 3     |
| → Тараз М        | Итого            | 21   | 3    | —     | —     | —         | —         | —      | —      | 21    | 3     |
| Улытау           | 2023             | 9    | 4    | —     | —     | —         | —         | —      | —      | 9     | 4     |
| Улытау           | Итого            | 9    | 4    | —     | —     | —         | —         | —      | —      | 9     | 4     |
| Энергетик-БГУ    | 2023             | 12   | 2    | —     | —     | —         | —         | 2      | 0      | 14    | 2     |
| Энергетик-БГУ    | Итого            | 12   | 2    | —     | —     | —         | —         | 2      | 0      | 14    | 2     |
| Гомель           | 2024             | 10   | 1    | —     | —     | —         | —         | —      | —      | 10    | 1     |
| Гомель           | Итого            | 10   | 1    | —     | —     | —         | —         | —      | —      | 10    | 1     |
| Андижан          | 2024             | 5    | 0    | 1     | 0     | —         | —         | —      | —      | 6     | 0     |
| Андижан          | Итого            | 5    | 0    | 1     | 0     | —         | —         | —      | —      | 6     | 0     |
| Всего за карьеру | Всего за карьеру | 57   | 10   | 1     | 0     | —         | —         | 2      | 0      | 60    | 10    |

## Достижения
«Андижан»
- Обладатель Кубка Узбекистана: 2024